# 11332 Jameswatt
11332 Jameswatt è un asteroide della fascia principale. Scoperto nel 1996, presenta un'orbita caratterizzata da un semiasse maggiore pari a 2,6235074 UA e da un'eccentricità di 0,1194841, inclinata di 2,86681° rispetto all'eclittica.